# You Got It (The Right Stuff)
You Got It (The Right Stuff) è un singolo del gruppo musicale statunitense New Kids on the Block, pubblicato nel 1988 ed estratto dall'album Hangin' Tough.

## Il brano
Il brano è stato scritto e prodotto da Maurice Starr ed è interpretato, come cantanti principali, da Jordan Knight e Donnie Wahlberg.

## Tracce
- CD/7"

1. You Got It (The Right Stuff) – 4:09
2. You Got It (The Right Stuff) [remix] – 3:32

## In altri media
- La canzone è udibile nel film Il piccolo grande mago dei videogames.
- L'artista "Weird Al" Yankovic ne ha fatto un brano parodistico dal titolo The White Stuff (1992), inserito nell'album Off the Deep End.